# Yōsuke Suzuki
Pour les articles homonymes, voir Suzuki (homonymie).
 (mai 2023).
Yōsuke Suzuki (鈴木 庸介, Suzuki Yōsuke) est un homme politique japonais. Il est membre de la Chambre des représentants et appartient au Parti constitutionnel démocrate (1er mandat).

## Biographie
Né à Kitaotsuka, Toshima-ku, Tokyo le 21 novembre 1975. Il est diplômé de l'école primaire de Nishisugamo dans le quartier de Toshima. Pendant ses années d'études à la faculté d'économie de l'Université Rikkyo, il était le capitaine du club de lutte. Après l'obtention de son diplôme universitaire, il a rejoint la NHK en tant que journaliste. Il a par la suite obtenu des diplômes de troisième cycle à l'Université de Columbia et à la London School of Economics.
Suzuki a été nommé à la tête du 10e arrondissement de Tokyo du Parti démocrate du Japon en décembre 2015,. En octobre 2016, après la démission de Yuriko Koike de la Chambre des représentants, Suzuki s'est présenté comme candidat du Parti démocrate dans le 10e arrondissement de Tokyo afin d'intégrer la Chambre des représentants et de se présenter comme candidat au poste de gouverneur de Tokyo. Il a été battu par le candidat du parti libéral démocrate Masaru Wakasa.
Le 28 septembre 2017, le Parti démocrate a rejoint le Parti de l'espoir dirigé par Koike sans présenter de candidat officiel aux élections générales de la 48e Chambre des représentants. Le 2 octobre, Yukio Edano a annoncé son intention de lancer un nouveau parti, le Parti constitutionnel démocrate. Suzuki a alors tenu une conférence de presse avec Akihiro Matsuo, Harumi Yoshida et les autres chefs de la branche du Parti démocrate et a exprimé son intention de se présenter en tant que candidat pour le Parti constitutionnel démocrate.
Lors de la 49e élection générale de la Chambre des représentants en octobre 2021, Suzuki s'est présenté candidat du 10e arrondissement de Tokyo pour le Parti constitutionnel démocrate et a été élu,. Pendant l'élection représentative tenue le 30 novembre faisant suite à la démission de Yukio Edano, il a été nommé candidat pour Junya Ogawa. Il a fait partie des membres de la délégation de la Diète japonaise (parlement japonais) à la réunion de l'OCDE les 17 et 18 mars 2022.
Le 26 juillet 2022, le Parti constitutionnel démocrate a mis en garde Suzuki, qui est entré en Ukraine, où un avis d'évacuation a été émis, au nom du secrétaire général. Il a ainsi décidé de suspendre sa position de président adjoint du Conseil de recherche sur les politiques au sein du parti pendant un mois.

## Politique

### Positions constitutionnelles
- Concernant l'amendement constitutionnel, du questionnaire de 2017, il a voté "contre"[11]. Dans le questionnaire de 2021, il a voté "pour" [12]
- Concernant la promulgation de lois liées à la sécurité, il a répondu « non évalué » dans le questionnaire de 2017 [11]
- Concernant la spécification des Forces d'autodéfense à l'article 9 de la Constitution, il a répondu « Non » au questionnaire de 2021[11].

### Questions de genre
- Concernant la mise en place du système sélectif des noms de famille marital, du questionnaire de 2017, il a voté« pour »[11]. Au questionnaire 2021, ils ont répondu "oui"[12].
- Concernant la révision de la loi qui permet le mariage homosexuel, dans le questionnaire de 2021, il a voté "pour"[13].
- En réponse à la question "Faut-il adopter à un stade précoce un projet de loi sur la promotion de la compréhension pour les minorités sexuelles telles que les LGBT ?", il a voté "pour"[12].
- Concernant la mise en place du système de quotas, il a répondu "oui" au questionnaire 2021[13].

### Autre prises de position
- En réponse à la question « Que devons-nous faire de notre dépendance au nucléaire à l'avenir ? , nous avons répondu "Zéro" dans le questionnaire 2021[13].
- Comme mesure contre le nouveau coronavirus, une baisse temporaire du taux de la taxe à la consommation était "nécessaire"[13].
- Concernant les Abenomics, dans le questionnaire de 2017, il a répondu : « Je préfère l'évaluer. " [11]
- Concernant la réponse du Cabinet Abe au problème Moritomo Gakuen et au problème Kake Gakuen, il a répondu « non évalué » dans le questionnaire de 2017[11].
- En ce qui concerne la crise des réfugiés en Ukraine, en raison des mesures de sanitaires, le Japon n'a pas accepté de réfugiés. Suzuki a défendu leur autorisation d'entrer au Japon, lors d'un siège du comité juridique en mars 2022. En conséquence, le ministre de la Justice a accepté de se pencher sur cette question. Le lendemain, le Premier ministre Kishida a annoncé l'acceptation des réfugiés ukrainiens[14].